# Gheorghe Georgescu
Gheorghe Georgescu (* 15. Juli 1911; † nach 1940) war ein rumänischer Fußballspieler. Er bestritt insgesamt 58 Spiele in der Divizia A.

## Karriere

### Verein
Georgescu wechselte im Jahr 1934 zu CFR Bukarest (später Rapid). Dort wurde er zur Stammkraft im Sturm. Mit dem Pokalsieg 1935 gewann er seinen ersten Titel. Zum 6:5-Erfolg gegen Ripensia Timișoara steuerte er drei Tore bei. Mit der Saison 1936/37 kam er kaum noch zum Einsatz. Im Jahr 1937 wechselte er zu ACFR Brașov. Nach einem Jahr kehrte er zurück und beendete im Jahr 1940 seine Laufbahn.

### Nationalmannschaft
Georgescu bestritt drei Spiele für die rumänische Nationalmannschaft. Er debütierte am 19. Juni 1935 im zweiten Spiel des Balkan-Cups gegen Bulgarien. Auch im letzten Spiel des Turniers setzte Nationaltrainer Constantin Rădulescu auf ihn. Den Wettbewerb schlossen die Rumänen auf dem letzten Platz ab. Sein letztes Länderspiel bestritt er am 1. September 1935 gegen Schweden. Beim 1:7 erzielte er sein einziges Länderspieltor.

## Erfolge
- Rumänischer Pokalsieger: 1935, 1937, 1939, 1940